# 福井重成
福井 重成（ふくいしげなり、1851年-1912年）は、明治時代に富山県で活動した政治家。下立村長、郡会議員、富山県会議員を勤めた。

## 経歴
- 1851年 - 富山県下立（現黒部市）に生まれる。
- 1868年 - 警邏になる。
- 1890年 - 初代、下立村長となる。
- 1896年 - 6月に郡会議員、県会議員となる。
- 1912年 - 死去

## 村長時代の功績
- 1891年、小学校設立のために県、議会を説得し、村内初めての小学校である下立簡易小学校（現黒部市立宇奈月小学校のルーツの一つ）を設立したほか、村内に近代的な農業、林業の導入・普及を進めるなど村民の経済的な地位向上に努めた[1]。

## 顕彰
黒部市内の下立神社に銅像が建立されているほか、同市内粕塚に顕彰碑が建てられている。